# Tim McCord
Pour les articles homonymes, voir McCord.
Tim McCord est l'actuel bassiste d'Evanescence.
Il est né le 28 juin 1979 à Sacramento (Californie) et il est devenu bassiste d'Evanescence en août 2006.
Il était auparavant guitariste dans le groupe The Revolution Smile de 2000 à 2004.